# Кубок Білорусі з футболу 2015—2016
Кубок Білорусі з футболу 2015–2016 — 25-й розіграш кубкового футбольного турніру в Білорусі. Вперше переможцем стало Торпедо-БелАЗ.

## Регламент
У Кубку беруть участь клуби Вищої ліги, Першої ліги та Другої ліги, а також клуби переможці обласних кубків та міста Мінська. У матчах розіграшу 1/16, 1/8, 1/4 та 1/2 фіналу переможець визначається по сумі двох матчів (на своєму та чужому полі).

## Календар
| Раунд        | Дата                                                               | Кількість матчів | Кількість клубів | Нові клуби |
| ------------ | ------------------------------------------------------------------ | ---------------- | ---------------- | ---------- |
| 1-ий раунд   | 23-24 травня 2015                                                  | 7                | 55 → 48          | 14         |
| 2-ий раунд   | 10 червня 2015                                                     | 16               | 48 → 32          | 25         |
| 1/16 фіналу  | 18-19 липня 2015 (перші матчі) 1-2 серпня 2015 (матч-відповідь)    | 32               | 32 → 16          | 16         |
| 1/8 фіналу   | 21 листопада 2015 (перші матчі) 29 листопада 2015 (матч-відповідь) | 16               | 16 → 8           | відсутні   |
| Чвертьфінали | 19-20 березня 2016 (перші матчі) 6 квітня 2016 (матч-відповідь)    | 8                | 8 → 4            | відсутні   |
| Півфінали    | 20 квітня 2016 (перші матчі) 4 травня 2016 (матч-відповідь)        | 4                | 4 → 2            | відсутні   |
| Фінал        | 21 травня 2016                                                     | 1                | 2 → 1            | відсутні   |

## 1/64 фіналу
Матчі відбулись 23 - 24 травня 2015.
| Господарі                   | Рахунок        | Гості                        |
| --------------------------- | -------------- | ---------------------------- |
| Жодино-2007 (КФК)           | 0:1            | Промінь (Мінськ) (2)         |
| Гродненский (Скидель) (КФК) | 1:2            | Колос (Городище) (2)         |
| Брестжилбуд (Берестя) (КФК) | 4:4 (пен. 4:3) | ФК Клецьк (2)                |
| Зоря (Кругле) (КФК)         | 3:0            | Дніпро (Рогачов) (2)         |
| ЮАС-ДЮСШ (Житковичі) (2)    | 0:1            | ФК Любань (2)                |
| ФК Жлобин (2)               | 3:1            | Вікторія (Мар'їна Горка) (2) |
| Газовик (Вітебськ) (КФК)    | 5:3            | Торпедо (Могильов) (2)       |

## 1/32 фіналу
Матчі відбулись 10 червня 2015.
| Господарі                                        | Рахунок | Гості                    |
| ------------------------------------------------ | ------- | ------------------------ |
| ФК Осиповичі (2)                                 | 0:1     | ФК Кобринь (1)           |
| Хвиля (Пінськ) (2)                               | 2:0     | Зірка-БДУ (Мінськ) (1)   |
| Крутогір'я (Дзержинський р-он) (2)               | 1:4     | Береза-2010 (1)          |
| Газовик (Вітебськ) (КФК)                         | 1:6     | ФК Орша (Д2)             |
| Верхньодвінськ (2)                               | 0:3     | Гомельзалтранс (1)       |
| Торпедо (Мінськ) (2)                             | 0:4     | Хімік (Світлогорськ) (1) |
| АК Ждановичі (Мінський р-он) (2)                 | 1:6     | ФК Городея (1)           |
| Зоря (Кругле) (КФК)                              | 0:3     | Барановичі (1)           |
| ФК Жлобин (2)                                    | 1:3     | Річиця-2014 (1)          |
| Промінь (Мінськ) (2)                             | 1:3     | Дніпро (Могильов) (1)    |
| Брестжилбуд (Берестя) (КФК)                      | 1:3     | Крумкачи (Мінськ) (1)    |
| ФК Любань (2)                                    | 2:4     | Ліда (1)                 |
| Спартак (Шклов) (2)                              | 2:1     | Беліта-Вітекс (Узда) (2) |
| Вертикаль (Калинковичі) (2)                      | 1:5     | ФК Слонім (1)            |
| Колос-Меліоратор-Дружба (Барановицький р-он) (2) | 1:2     | ФК Ошмяни (2)            |
| Молодечно-ДЮСШ-4 (2)                             | 0:5     | Смолевичі-СТІ (1)        |

## 1/16 фіналу
Матчі відбулись 18 - 19 липня та 1 - 2 серпня 2015.
| Команда 1                | Заг. рахунок | Команда 2                  | 1-ий матч | 2-ий матч |
| ------------------------ | ------------ | -------------------------- | --------- | --------- |
| Барановичі (1)           | 1:3          | Славія-Мозир (В)           | 1:1       | 0:2       |
| Дніпро (Могильов) (1)    | 2:7          | Нафтан (В)                 | 0:4       | 2:3       |
| Гомельзалтранс (1)       | 3:4          | Білшина (В)                | 1:2       | 2:2       |
| ФК Ошмяни (1)            | 1:8          | ФК Граніт (Мікашевичі) (В) | 1:3       | 1:5       |
| Динамо-Берестя (В)       | 5:4          | Береза-2010 (1)            | 3:1       | 2:3       |
| ФК Кобринь (1)           | 0:6          | Гомель (В)                 | 0:2       | 0:4       |
| Крумкачи (Мінськ) (1)    | 2:6          | Слуцьк (В)                 | 2:2       | 0:4       |
| Ліда (1)                 | 3:5          | ФК Сморгонь (1)            | 0:2       | 3:3       |
| ФК Городея (1)           | 0:2          | Мінськ (В)                 | 0:0       | 0:2       |
| Хімік (Світлогорськ) (1) | 2:5          | ФК Іслоч (1)               | 0:2       | 2:3       |
| Річиця-2014 (1)          | 0:6          | Німан (В)                  | 0:0       | 0:6       |
| Спартак (Шклов) (2)      | 2:8          | БАТЕ (В)                   | 2:1       | 0:7       |
| Хвиля (Пінськ) (2)       | 1:5          | Вітебськ (В)               | 1:3       | 0:2       |
| ФК Орша (1)              | 1:16         | Торпедо-БелАЗ (В)          | 0:5       | 1:11      |
| ФК Слонім (1)            | 2:18         | Шахтар (В)                 | 1:10      | 1:8       |
| Динамо (Мінськ) (В)      | 7:2          | Смолевичі-СТІ (1)          | 2:0       | 5:2       |

## 1/8 фіналу
Матчі пройшли у листопаді 2015.
| Команда 1                  | Заг. рахунок | Команда 2          | 1-ий матч | 2-ий матч |
| -------------------------- | ------------ | ------------------ | --------- | --------- |
| ФК Сморгонь (1)            | 1:9          | Торпедо-БелАЗ (В)  | 0:5       | 1:4       |
| Гомель (В)                 | 0:5          | Слуцьк (В)         | 0:3       | 0:2       |
| Нафтан (В)                 | 3:2          | Динамо-Берестя (В) | 3:1       | 0:1       |
| Білшина (В)                | 4:1          | ФК Іслоч (1)       | 3:0       | 1:1       |
| Вітебськ (В)               | 2:4          | Шахтар (В)         | 1:1       | 1:3       |
| Динамо (Мінськ) (В)        | 2:1          | Німан (В)          | 1:1       | 1:0       |
| ФК Граніт (Мікашевичі) (В) | 1:8          | БАТЕ (В)           | 0:5       | 1:3       |
| Мінськ (В)                 | 4:4 (гв)     | Славія-Мозир (В)   | 2:1       | 2:3       |

## Чвертьфінали
Перші матчі пройшли 19-20 березня, а матчі-відповіді - 6 квітня 2016.
| Команда 1           | Заг. рахунок | Команда 2         | 1-ий матч | 2-ий матч |
| ------------------- | ------------ | ----------------- | --------- | --------- |
| Динамо (Мінськ) (В) | 1:2          | Торпедо-БелАЗ (В) | 1:0       | 0:2 дч    |
| Нафтан (В)          | 4:2          | Білшина (В)       | 1:1       | 3:1 дч    |
| Мінськ (В)          | 2:0          | Шахтар (В)        | 2:0       | 0:0       |
| БАТЕ (В)            | 3:0          | Слуцьк (В)        | 1:0       | 2:0       |

## Півфінали
Перші матчі пройшли 20 квітня, а матчі-відповіді - 4 травня 2016.
| Команда 1         | Заг. рахунок | Команда 2  | 1-ий матч | 2-ий матч |
| ----------------- | ------------ | ---------- | --------- | --------- |
| Нафтан (В)        | 2:2 (ч)      | БАТЕ (В)   | 2:2       | 0:0       |
| Торпедо-БелАЗ (В) | 2:1          | Мінськ (В) | 1:1       | 1:0       |

## Фінал
| 21 травня 2016 17:00 (UTC+3) |

| БАТЕ | 0:0 дч   | Торпедо-БелАЗ |
| ---- | -------- | ------------- |
|      | Протокол |               |

| Берестейський, Берестя Глядачів: 4 500 Арбітр: Олексій Кульбаков |

|                                                     |     | Пенальті                                         |  |
| Іванич · Яблонський · Стасевич · M.Володько · Дубра | 2:3 | Клопоцький · Квашук · Чумак · Шаповал · Трапашко |  |

| БАТЕ | Торпедо-БелАЗ |

|                     |    |                     |      |      |
|                     |    |                     |      |      |
| В                   | 16 | Сергій Чернік       |      |      |
| З                   | 15 | Максим Жавнерчик    |      |      |
| З                   | 19 | Неманья Милунович   |      |      |
| З                   | 4  | Каспарс Дубра       |      |      |
| З                   | 33 | Денис Поляков       | 67'  |      |
| ПЗ                  | 77 | Юрій Кендиш         | 81'  | 108' |
| ПЗ                  | 17 | Олексій Ріос        |      | 82'  |
| ПЗ                  | 10 | Мирко Іванич        |      |      |
| ПЗ                  | 5  | Євген Яблонський    |      |      |
| ПЗ                  | 22 | Ігор Стасевич (к)   |      |      |
| Н                   | 62 | Михайло Гордійчук   |      | 115' |
| Запасні:            |    |                     |      |      |
| В                   | 34 | Артем Сороко        |      |      |
| З                   | 3  | Віталій Гайдучик    |      |      |
| ПЗ                  | 8  | Олександр Володько  | 118' | 108' |
| Н                   | 11 | Дмитро Антилевський |      | 115' |
| З                   | 14 | Артур Пікк          |      |      |
| Н                   | 20 | Віталій Родіонов    |      |      |
| З                   | 42 | Максим Володько     |      | 82'  |
| Головний тренер:    |    |                     |      |      |
| Олександр Єрмакович |    |                     |      |      |

|                  |    |                       |  |      |
|                  |    |                       |  |      |
| В                | 23 | Валерій Фомічев       |  |      |
| З                | 6  | Олексій Панковець (к) |  |      |
| З                | 21 | Валерій Каршакевич    |  |      |
| З                | 18 | Володимир Щерба       |  |      |
| З                | 2  | Артем Челядинський    |  |      |
| З                | 30 | Павло Челядко         |  | 91'  |
| ПЗ               | 13 | Максим Скавиш         |  |      |
| ПЗ               | 7  | Сергій Шаповал        |  |      |
| ПЗ               | 28 | Євген Чумак           |  |      |
| ПЗ               | 17 | Антон Голенков        |  | 115' |
| Н                | 97 | Вадим Демидович       |  | 80'  |
| Запасні:         |    |                       |  |      |
| В                | 35 | Ігор Гнаткевич        |  |      |
| З                | 4  | Євген Клопоцький      |  | 91'  |
| Н                | 10 | Геннадій Близнюк      |  |      |
| З                | 22 | Олександр Павловець   |  |      |
| ПЗ               | 31 | Юрій Павлюковець      |  |      |
| ПЗ               | 77 | Віталій Квашук        |  | 80'  |
| Н                | 90 | Денис Трапашко        |  | 115' |
| Головний тренер: |    |                       |  |      |
| Ігор Криушенко   |    |                       |  |      |